# 郭锋 (编辑)
郭锋（1925年1月—2002年12月），黑龙江省密山县人，中华人民共和国编辑。

## 生平
早年毕业于东北师范大学政治系，1947年8月参加革命，先后工作于《东北文艺》杂志社、东北文艺出版社、辽宁人民出版社，文化大革命期间入狱。1978年得到平反，同年春风文艺出版社做编辑工作，任至出任春风文艺出版社副编审，1986年10月离休。2002年12月去世。